# Ciclismo nos Jogos Pan-Americanos de 2019 - Keirin masculino
A competição do keirin masculino foi um dos eventos do ciclismo nos Jogos Pan-Americanos de 2019, em Lima. Foi disputada no Velódromo de la Villa Deportiva Nacional em 4 de agosto.

## Calendário
Horário local (UTC-5).
| Data        | Horário | Fase          |
| ----------- | ------- | ------------- |
| 4 de agosto | 11:13   | Primeira fase |
| 4 de agosto | 12:40   | Repescagem    |
| 4 de agosto | 18:58   | Final         |

## Medalhistas
| Ouro   | COL Kevin Quintero   |
| Prata  | VEN Hersony Canelón  |
| Bronze | ARG Leandro Bottasso |

## Resultados

### Primeira fase

#### Bateria 1
| Colocação | Ciclista        | Nacionalidade | Notas |
| --------- | --------------- | ------------- | ----- |
| 1         | Kevin Quintero  | COL Colômbia  | Q     |
| 2         | Jair Tjon En Fa | SUR Suriname  | Q     |
| 3         | Kacio Fonseca   | BRA Brasil    | R a   |
| 4         | Edgar Osuna     | MEX México    | R     |
| 5         | Brandon Estrada | GUA Guatemala | R     |

#### Bateria 2
| Colocação | Ciclista         | Nacionalidade         | Notas |
| --------- | ---------------- | --------------------- | ----- |
| 1         | Kwesi Browne     | TTO Trinidad e Tobago | Q     |
| 2         | Hersony Canelón  | VEN Venezuela         | Q     |
| 3         | Robinson Callé   | PER Peru              | R     |
| 4         | Leandro Bottasso | ARG Argentina         | R     |
| 5         | Joël Archambault | CAN Canadá            | R     |

#### Repescagem
| Colocação | Ciclista         | Nacionalidade | Notas |
| --------- | ---------------- | ------------- | ----- |
| 1         | Brandon Estrada  | GUA Guatemala | Q     |
| 2         | Leandro Bottasso | ARG Argentina | Q     |
| 3         | Kacio Fonseca    | BRA Brasil    | B a   |
| 4         | Edgar Osuna      | MEX México    | B     |
| 5         | Joël Archambault | CAN Canadá    | B     |
| 6         | Robinsón Callé   | PER Peru      | B     |

### Final

#### Disputa 7–12 lugar
| Colocação | Ciclista         | Nacionalidade | Notas |
| --------- | ---------------- | ------------- | ----- |
| 7         | Joël Archambault | CAN Canadá    |       |
| 8         | Kacio Fonseca    | BRA Brasil    | a     |
| 9         | Edgar Osuna      | MEX México    |       |
| 10        | Robinsón Callé   | PER Peru      |       |

#### Disputa 1–6 lugar
| Colocação         | Ciclista         | Nacionalidade         | Notas |
| ----------------- | ---------------- | --------------------- | ----- |
| Medalha de ouro   | Kevin Quintero   | COL Colômbia          |       |
| Medalha de prata  | Hersony Canelón  | VEN Venezuela         |       |
| Medalha de bronze | Leandro Bottasso | ARG Argentina         |       |
| 4                 | Brandon Estrada  | GUA Guatemala         |       |
| 5                 | Jair Tjon En Fa  | SUR Suriname          |       |
| 6                 | Kwesi Browne     | TTO Trinidad e Tobago |       |

- a  Kacio Fonseca, do Brasil, foi desclassificado por violação de doping. [4]

Legenda
| Recorde mundial                  | Recorde mundial (World record)               |                       | Recorde africano                      | Recorde africano (African) |                                           | Q | Classificado por posição (Qualified) |
| Recorde dos Jogos Pan-Americanos | Recorde pan-americano (Pan-American record)  | Recorde da América    | Recorde da América (Americas)         | q                          | Classificado por melhor tempo (Qualified) |   |                                      |
| Melhor marca do ano              | Melhor marca do ano (World leading)          | Recorde asiático      | Recorde asiático (Asian)              | DNS                        | Não largou (Did not start)                |   |                                      |
| Recorde nacional                 | Recorde nacional (National record)           | Recorde europeu       | Recorde europeu (European)            | DNF                        | Não terminou (Did not finish)             |   |                                      |
| Recorde pessoal                  | Recorde pessoal do atleta (Personal best)    | Recorde da Oceania    | Recorde da Oceania (Oceania)          | DSQ / DQ                   | Desclassificado (Disqualified)            |   |                                      |
| Recorde da temporada             | Recorde da temporada do atleta (Season best) | Recorde sul-americano | Recorde sul-americano (South America) | NM                         | Sem marca (No mark)                       |   |                                      |